# Libertador General San Martín (departamento de San Luis)
Libertador General San Martín é um departamento da Argentina, localizado na província de San Luis.